# 王又冉
王又冉（1982年5月13日—），台灣新聞主播、主持人、媒體人，曾任職於非凡新聞、年代數位我視傳媒IMTV、壹電視新聞台，目前為自由媒體人。

## 學歷
- 國立臺灣師範大學附屬高級中學
- 銘傳大學新聞系

## 經歷
- Sweet雜誌編輯
- 非凡新聞電子產業組記者
- 我視傳媒IMTV主持人
- 壹電視記者、氣象主播、主播、主持人、製作人（2010年－2016年2月）

## 生平
王又冉雖是銘傳新聞系畢業，但剛出社會時根本沒有主播夢，選擇投入時尚雜誌工作。但半年後即離職，投入新聞圈的行列。曾進入非凡新聞台、IMTV擔任記者、主播、主持人，2010年進入壹電視新聞台，起初擔任記者，中後期成為氣象主播、新聞主播及主持人。2016年2月宣布離開壹電視，成為自由媒體人，並開始經營「自媒體」行列。她認為要將「自己要說的題材融入專業，並結合時事，在通俗易懂的領域當個專家」。

### 家庭
2012年12月30日結婚，並於2014年6月14日產下一女「小葵」。

## 曾擔任播報節目
| 時間                 | 頻道         | 節目             | 備註                       |
| 2010年－2016年2月    | 壹電視新聞台 | 《整點新聞》     | 主播                       |
| 待查                 | 壹電視新聞台 | 《驚喜愛鬥KU》   | 主持人                     |
| 待查                 | 壹電視新聞台 | 《1+1不等於2》   | 主持人                     |
| 待查                 | 壹電視新聞台 | 《禁閉室的冤魂》 | 主持人兼製作人（特別節目） |
| 2012年1月－2014年6月 | 壹電視新聞台 | 《壹早報》       |                            |

## 外部連結
- 王又冉的Instagram帳戶